# Bello Monte (metro de Caracas)
La Estación Bello Monte es la primera estación de la Línea 5 del Metro de Caracas, estando la misma, a 40 metros bajo la superficie. Se encuentra localizada en la avenida principal del sector, del mismo nombre, ubicada al sur del Río Guaire, en el Municipio Baruta, al este del Distrito Metropolitano de Caracas y al centro norte de Venezuela, en jurisdicción del Estado Miranda. La estación comenzó a prestar servicio comercial el 4 de noviembre de 2015.

## Descripción

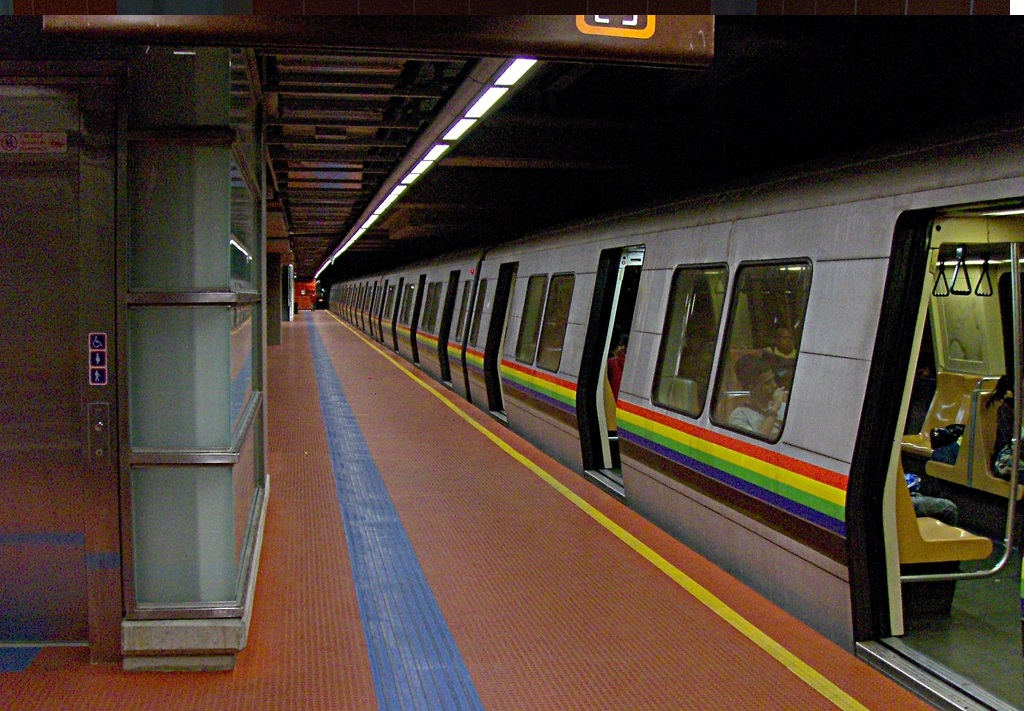
Tren en la Estación Bello Monte

Se trata de la primera estación de la Línea 5 del Metro de Caracas. Para su construcción fue necesario excavar un túnel de 1 kilómetro y medio, desde la estación Zona Rental (línea 4), con una inversión de alrededor de 300 millones de dólares y se espera que cuando este totalmente concluida, traslade un promedio de 80 mil personas diariamente.

## Localización
Se localiza cerca de la antigua sede de la Alcaldía, del Centro Polo, del Centro Comercial Ibarra y de la Autopista Francisco Fajardo. Además, es la primera estación del metro ubicada en jurisdicción del municipio Baruta, Estado Miranda.